# トワイライトゾーン/超次元の体験
『トワイライトゾーン/超次元の体験』（トワイライトゾーン ちょうじげんのたいけん、Twilight Zone: The Movie）は、1983年製作のアメリカ映画。

## 概要
ロッド・サーリングが生んだ人気SFテレビドラマシリーズ『トワイライト・ゾーン』を、ジョン・ランディス、スティーヴン・スピルバーグ、ジョー・ダンテ、ジョージ・ミラーという当時最も波に乗っていた4人の若手監督を起用して甦らせたオムニバス映画。日本での公開は1984年。撮影中の事故（en:Twilight Zone accident参照）により、第1話に主演していたヴィック・モローの遺作となった。
本作の音楽はジェリー・ゴールドスミスの作曲である。製作の中心になっていたスピルバーグは、自らが監督する映画では音楽にジョン・ウィリアムズを起用し、『ポルターガイスト』や『グレムリン』などで自分は製作に回り、演出は他の監督が担当する場合にはゴールドスミスを起用する傾向がある。ゴールドスミスはもともとオリジナル・テレビシリーズに参加しており『トワイライトゾーン』を熟知していたので、当然の起用であった。こうして本作は、スピルバーグ監督映画としては珍しいジョン・ウィリアムズ以外の作曲家による音楽が付いた作品となった。
日本では1980年代にビデオ、LDが発売されて以後、長らくソフト化はされなかったが、アメリカで2007年10月9日にDVDが発売されたのに続き2008年に日本でも、1986年に『月曜ロードショー』で放映された際に制作された吹替を収録し、ソフト化された。

## あらすじ
プロローグ 『REALLY SCARY』
深夜、クリーデンス・クリアウォーター・リバイバルの『ミッドナイトスペシャル』を流しながら車を走らせる2人の男。突然カセットテープが故障し、カーラジオも壊れていたため音楽を聴けなくなった2人は話を始めるが、やがて男の1人が言う。「本当に怖いものを見たくないか?」
プロローグに続き、テレビシリーズ『トワイライト・ゾーン』（「廃墟」のエピソード）にも出演したバージェス・メレディスのナレーションとともにお馴染みのテーマ曲が流れ、オープニング が始まる。手前に破片を飛び散らせるガラス戸には、縞模様のある円錐（この図形を上から見れば、縞の数は少ないがテレビシリーズ第3期のタイトルに使われた"中心がズレて回転する同心円"に似た映像になる）が描かれ、開始から約22秒後に登場する目玉にちらりとロッド・サーリング の姿が映る。
第1話「偏見の恐怖」 （『TIME OUT』）
人生のツキに見放された様な白人の男、ビル・コナー。全てに憤る彼のプライドは、他人種や異国民への酷い偏見と蔑視という形をとって現れる。バーで友人や黒人の客を前に悪態をつき、憎悪と怒りを覚えながら店を出たコナーの目の前に、見知らぬ町並みが広がっていた。
プロローグと第1話はジョン・ランディス監督・脚本による映画オリジナル。劇中、ランディスの代表作「アニマル・ハウス」に登場したニーダマイヤーについて語られる場面がある。
ベトナム戦争のシーンを撮影中に落下したヘリコプターのローターに巻き込まれるという悲劇的な事故により、主演のヴィック・モロー、子役の陳欣怡(ルネ・チェン)と黎丁(マイカ・レ)の3人が死亡。当該シーンは本編からカットされ、エンディングは予定から改変を余儀なくされた（当初の脚本では主人公は人種差別主義者のまま野垂れ死ぬというものだったが、あまりに悲惨で救いが無いということで、途中で改心し、ベトナム人の子供二人を助けたところで我に帰る、という結末に変更された）。その後、子役の両親と、撮影現場での安全管理の不徹底を指弾したモローの遺族がそれぞれ訴訟を起こし、監督のランディスら5人が訴追されたが非公開の補償金を払って和解にこぎつけた。この事故からランディスが負った精神的な傷は深く、彼はこのショックを長く引きずることとなった。
テレビシリーズにも見られる「偏見に囚われた人間がトワイライト・ゾーンに落ち込む」というストーリーだが、モロー、サーリング、スピルバーグ、ランディス、ゴールドスミス、さらにワーナー・ブラザースの創業者は、いずれもロシアやヨーロッパから迫害を逃れて移住したユダヤ系移民の子孫である。
第2話 「真夜中の遊戯」（『KICK THE CAN』）
舞台は老人ホーム「太陽の谷」。ここでの老人たちは全くの老人であって、未来への希望や生の喜びを失した人生を送っている。そこに新しく入居したブルーム老人が、懐からぴかぴかと光る銀色の缶を取り出し、「皆で缶蹴りをしたら、忘れていた喜びを取り戻せるかもしれない」と他の老人たちを誘う。そして真夜中、ブルームに起こされた老人たちは、規則を破って夜の庭で缶蹴り遊びを始めた。
本作の脚本にも名を連ねているジョージ・クレイトン・ジョンソンによる『Kick the Can:真夜中の遊戯』をもとにした、スティーヴン・スピルバーグ監督、ジョージ・クレイトン・ジョンソン、リチャード・マシスン、それに"ジョシュ・ローガン"のペンネームで参加したメリッサ・マシスンが脚色した一編。ブルーム老人役のスキャットマン・クロザースは1984年度のサターン・アウォーズ最優秀ホラー・フィルム助演男優賞にノミネートされた。
第3話 「こどもの世界」（『IT'S A GOOD LIFE』）
平凡な人生に変化を求める教師のヘレンは、道に迷い立ち寄った食堂で、1人の少年と出会う。誤って少年の乗る自転車に車をぶつけたヘレンは彼を家まで送るが、アンソニーと名乗る少年の家族はとても奇妙だった。
ジェローム・ビクスビー『今日も上天気』が原作の『IT'S A GOOD LIFE:こどもの世界 』を、ジョー・ダンテが監督、リチャード・マシスンが脚本を書いた一編。アンソニー役のジェレミー・ライトは1984年度のヤング・アーティスト・アウォーズ 優秀助演男優賞にノミネートされた。アンソニーの暴走する希求により実体化するアニメのモンスター達の造形は、ダンテ監督の『ハウリング』でも特殊メイクを手がけたロブ・ボッティン(二人はロジャー・コーマンのスタジオで同僚だった)が担当した。冒頭の食堂のシーンには、オリジナル版のアンソニーを演じたビル・マミーとオリジナル版のプロデューサーであるバック・ホートンが出演している。
やはりロジャー・コーマンのスタジオ出身で４年後『ロボコップ』シリーズを送り出すジョン・デイヴィソンがエピソードの共同プロデューサーを務めた。作中“姉”のエセルがテレビアニメの世界に放り込まれる場面を担当したアニメーション作家のサリー・クルックシャンクは、本作の後デイヴィソンと結婚する。
第4話 「2万フィートの戦慄」（『NIGHTMARE AT 20,000 FEET』）
飛行機恐怖症のジョン・ヴァレンタインは、飛行中の旅客機内でパニックに襲われていた。気遣うスチュワーデスに大丈夫だと言ったものの、恐怖感は鎮まらない。落ち着くための喫煙は咎められ、新聞を開けば見出しは「史上最悪の飛行機事故」。周囲の客は彼の神経をいら立たせ、外では雷鳴が轟き、稲光が走る。気分転換に窓の外を覗いた彼は、異様なものを目にする。旅客機の主翼の上で、何かの生き物が動いている。雷光に照らされたそれは、人間に似た体形をしていた。やがてその生き物は、覗いているヴァレンタインに気づいて、窓のすぐ外に近づいてきた。窓ごしに見るその姿は、裸の身体に腕と足が二本ずつ、顔には二つの目と一つの鼻、一つの口を持ち人間のようだった。だが人間が、空気が薄く気温も低いこれほどの上空で、なんの装備も付けずに生きていられるはずがない。その生き物は、自由に空を飛ぶことができた。周りの人々に話しても、そのときに生き物は隠れてしまい誰も信じてくれない。やがてその生き物は主翼の下に手をのばし、ジェット・エンジンを破壊し始めた。火花が散ってエンジン音が甲高く変わり、旅客機は高度を下げはじめる。恐怖におののいたヴァレンタインは、近くの席に座っていた警官の拳銃を奪い、窓ごしに生き物めがけて発砲した。破れた窓から吸い出されそうになり、上半身を機体の外へ突き出したヴァレンタインは、遂に生き物と間近に対峙する。その生き物は拳銃をかじってしまい、笑みを浮かべると、空の彼方へ飛び去ってしまう。旅客機はようやく着陸を果たし、ヴァレンタインは救急車に乗せられるが、機体の状態を確認しようとした地上係員たちは、異様に破壊されたエンジンを目の当たりにするのだった。
テレビ版のオリジナル・エピソード『NIGHTMARE AT 20,000 FEET:2万フィートの戦慄』の原作・脚本を手掛けたリチャード・マシスンが一部設定を変えてリライトし、ジョージ・ミラーが監督した一編。主演は1984年度サターン賞 ホラー映画助演男優賞受賞したジョン・リスゴー。乗客の少女を演じたクリスティナ・ニグラはヤング・アーティスト・アウォーズ優秀助演女優賞にノミネートされた。乗客の1人として、サーリング夫人であるキャロル・サーリングが出演。狭い機内のセットで効果的な撮影を行うために、ステディカム・オペレーターのギャレット・ブラウンが参加している。ヴァレンタインが怪物と窓越しに対面するシーンでは一瞬、ミラー監督の『マッドマックス』で用いた「眼が飛び出た描写」がある。
エピローグ
ヴァレンタインを病院へ搬送する救急車の運転手はサイレンを止め、音楽を流し始める。曲はクリーデンス・クリアウォーター・リバイバルの『ミッドナイトスペシャル』。そして運転手が言う、「本当に怖いものを見たくないか?」と。
エピローグはミラーがオーストラリアに帰国していたため、ジョー・ダンテが監督。エピローグに出演した（直接の絡みは無い）ダン・エイクロイドとドナ・ディクソンは、本作での共演が縁で1983年に結婚。

## キャスト
括弧内はテレビ放映時の日本語吹き替えキャスト
- ナレーター：バージェス・メレディス（声：上田敏也）

プロローグ
- 乗り手：ダン・エイクロイド（声：大塚芳忠）
- 運転手：アルバート・ブルックス（声：小島敏彦）

第1話
- ビル・コナー：ヴィック・モロー（声：田中信夫）
- ラリー：ダグ・マグラス（声：伊井篤史）
- レイ：チャールズ・ハラハン（声：島香裕）

第2話
- ブルーム：スキャットマン・クローザース（声：及川ヒロオ）
- レオ・コンロイ：ビル・クイン（声：上田敏也）
- ミスター・ワインスタイン：マーティン・ガーナー（声：石森達幸）
- ミセス・ワインスタイン：セルマ・ダイアモンド（声：巴菁子）
- ミセス・デンプシー：ヘレン・ショウ（声：高村章子）

第3話
- ヘレン：キャスリーン・クインラン（声：戸田恵子）
- アンソニー：ジェレミー・ライト（声：近藤玲子）
- グラント：ウィリアム・シャラート
- 母親：パトリシア・バリー（声：中西妙子）
- ウォルトおじさん：ケヴィン・マッカーシー（声：峰恵研）
- エセル：ナンシー・カートライト（声：深見梨加）
- ドライブインのオーナー：ディック・ミラー（声：青野武）

第4話、エピローグ
- ジョン・ヴァレンタイン：ジョン・リスゴー（声： 青野武）
- スチュワーデス（年上）：アビー・レーン（声：秋元千賀子）
- スチュワーデス：ドナ・ディクソン（声：近藤玲子）
- 副操縦士：ジョン・デニス・ジョンストン（声：小島敏彦）
- 少女：クリスティナ・ニグラ（声：深見梨加）
- 航空警察官：チャールズ・ナップ（声：島香裕）
- 救急車運転手：ダン・エイクロイド（声：大塚芳忠）

※日本語版初回放送：1986年11月24日 TBS 『月曜ロードショー』（21:02 - 23:04）※ノーカット。
プロデューサー：上田正人（TBS）、台詞：宇津木道子、演出：小林守夫、解説：荻昌弘、日本語版制作：東北新社、TBS

## 出版物
- ノベライズ「トワイライトゾーン 超次元の体験」（絶版） ロバート・ブロック/著、安藤昭雄/訳 ISBN 4-04-259101-9